# Motor Lublin (piłka nożna) w sezonie 2023/2024
Sezon 2023/2024 był dla Motoru Lublin 23. sezonem na drugim szczeblu ligowym. Po wygranej w barażach, Motor awansował do ekstraklasy po 32 latach.

## Przebieg sezonu

### Letni okres przygotowawczy
Pierwszym piłkarzem, który dołączył do Motor w przerwie letniej został Dariusz Kamiński (poprz. GKS Jastrzębie). Ponadto kontrakt z lubelskim klubem podpisali: Bartosz Wolski (poprz. Stal Rzeszów), Kacper Śpiewak (poprz. Bruk-Bet Termalica Nieciecza), Mathieu Scalet (poprz. Podbeskidzie Bielsko-Biała), Konrad Magnuszewski (poprz. Pogoń II Szczecin) i Krystian Palacz (poprz. Sandecja Nowy Sącz). Z drużyny odeszli Kamil Rozmus, Wojciech Reiman, Maksymilian Cichocki oraz Jakub Szuta. Do treningów piłkarze Motoru powrócili 27 czerwca. 30 czerwca z Podbeskidzia Bielsko-Biała wykupiony został Kacper Wełniak, przebywający w Motorze na zasadzie wypożyczenia. Napastnik, który w rundzie wiosennej zdobył osiem bramek w siedemnastu meczach, podpisał trzyletni kontrakt. W dniach 4–8 lipca zespół wraz ze sztabem szkoleniowym przebywał na zgrupowaniu w Kielcach.
| Data                           | Przeciwnik            | D/W | Miejsce      | Wynik M/P  | Strzelcy                      | Źródło |  |
| ------------------------------ | --------------------- | --- | ------------ | ---------- | ----------------------------- | ------ |  |
|                                |                       |     |              |            |                               |        |  |
| PRZEDSEZONOWE MECZE SPARINGOWE |                       |     |              |            |                               |        |  |
|                                |                       |     |              |            |                               |        |  |
| 4 lipca 2023                   | Jagiellonia Białystok | N   | Kępa         | 1:1        | Śpiewak 70'                   | [ 12 ] |  |
| 8 lipca 2023                   | Korona Kielce         | W   | Kielce       | 0:0 k. 5:3 |                               | [ 13 ] |  |
| 8 lipca 2023                   | Korona Kielce         | W   | Kielce       | 1:1 k. 1:3 | Kamiński 56'                  | [ 13 ] |  |
| 14 lipca 2023                  | Avia Świdnik          | D   | Arena Lublin | 2:0        | Złomańczuk 16', Rybicki 31'   | [ 14 ] |  |
| 14 lipca 2023                  | Zoria Ługańsk         | D   | Arena Lublin | 3:1        | Ceglarz 10', 19', Wełniak 60' | [ 14 ] |  |

### Runda jesienna

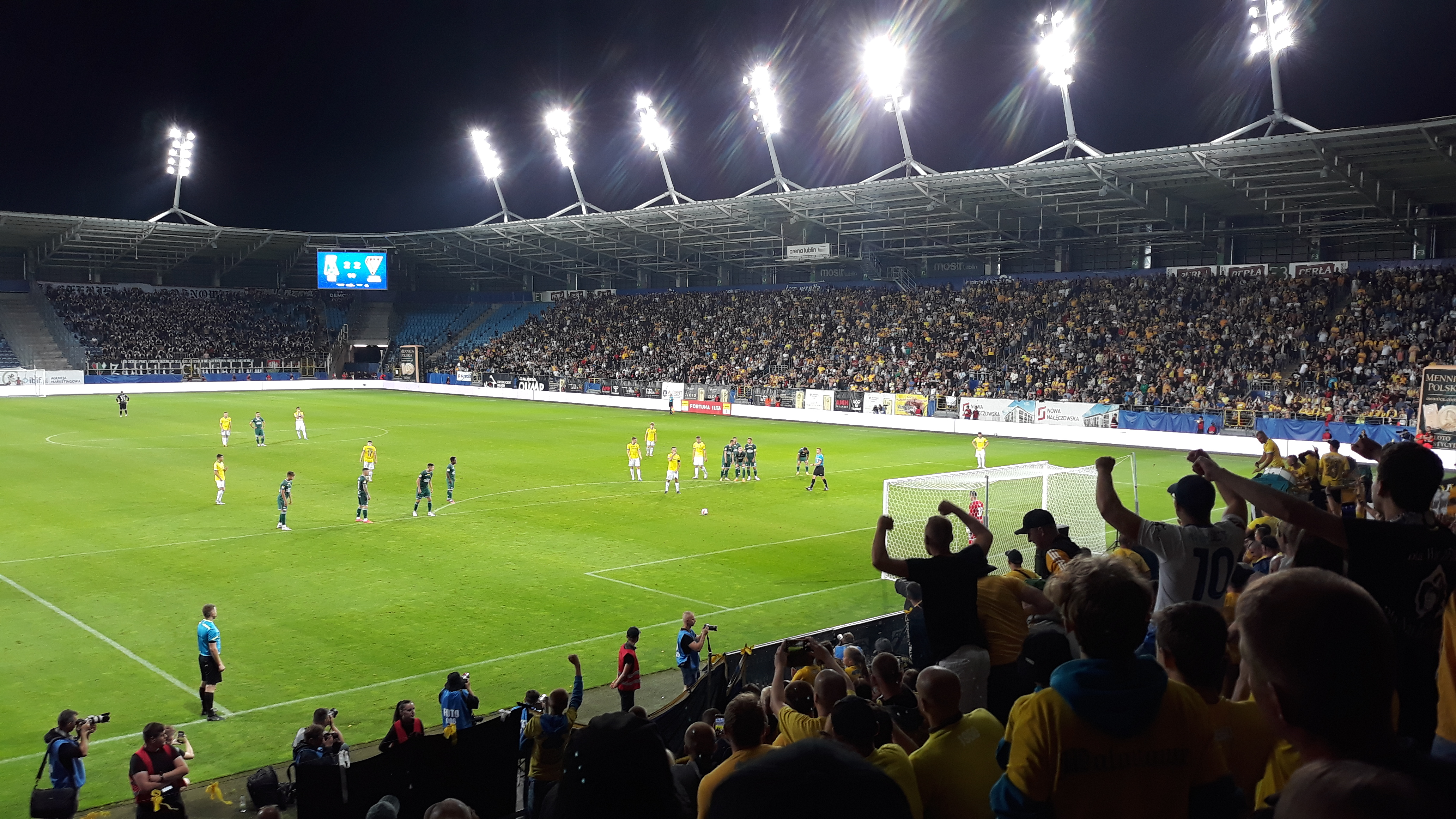
Motor – Zagłębie Sosnowiec. Rafał Król przed wykonaniem rzutu karnego w 93. minucie

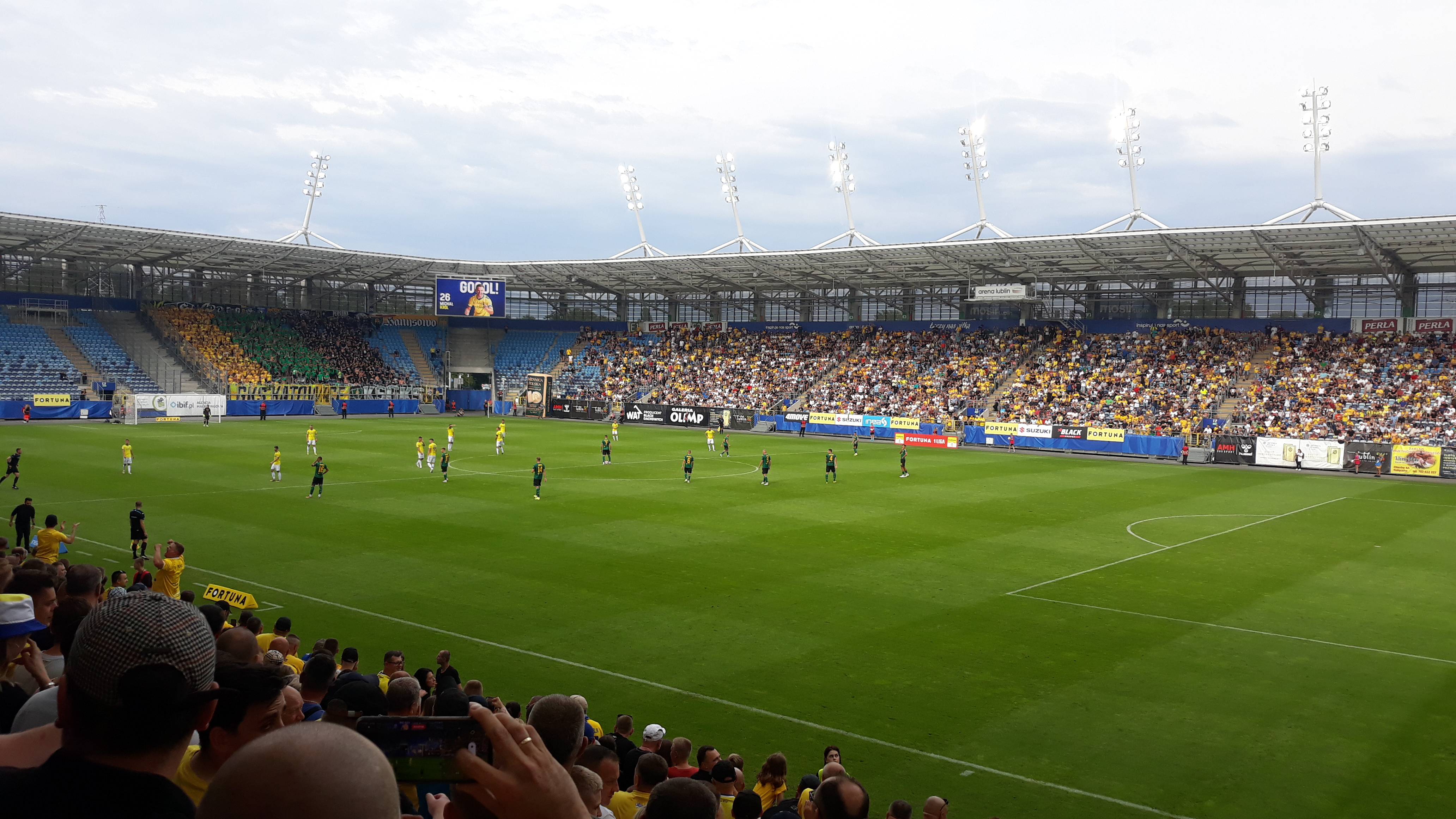
Motor – GKS Katowice

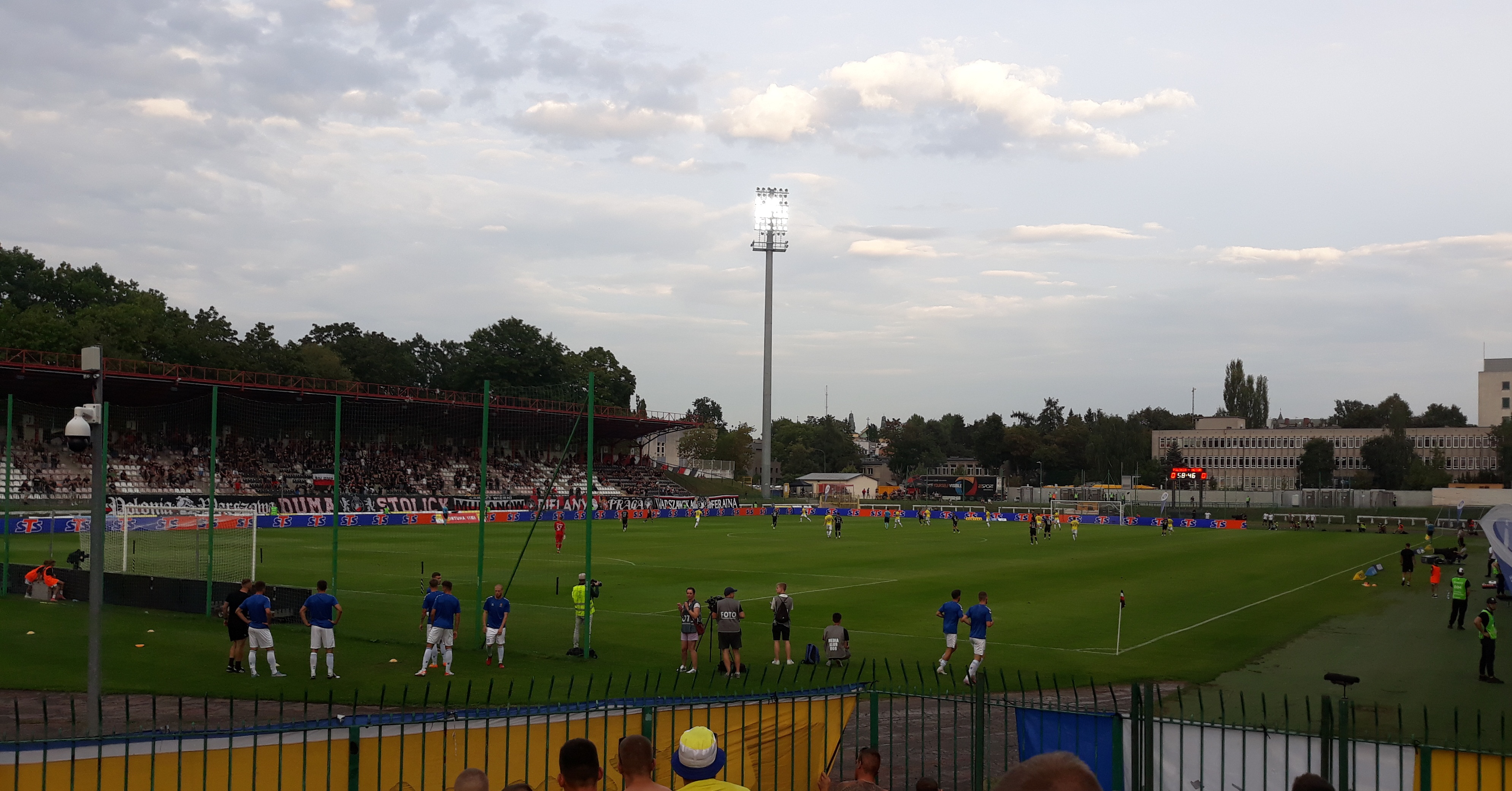
Polonia Warszawa – Motor

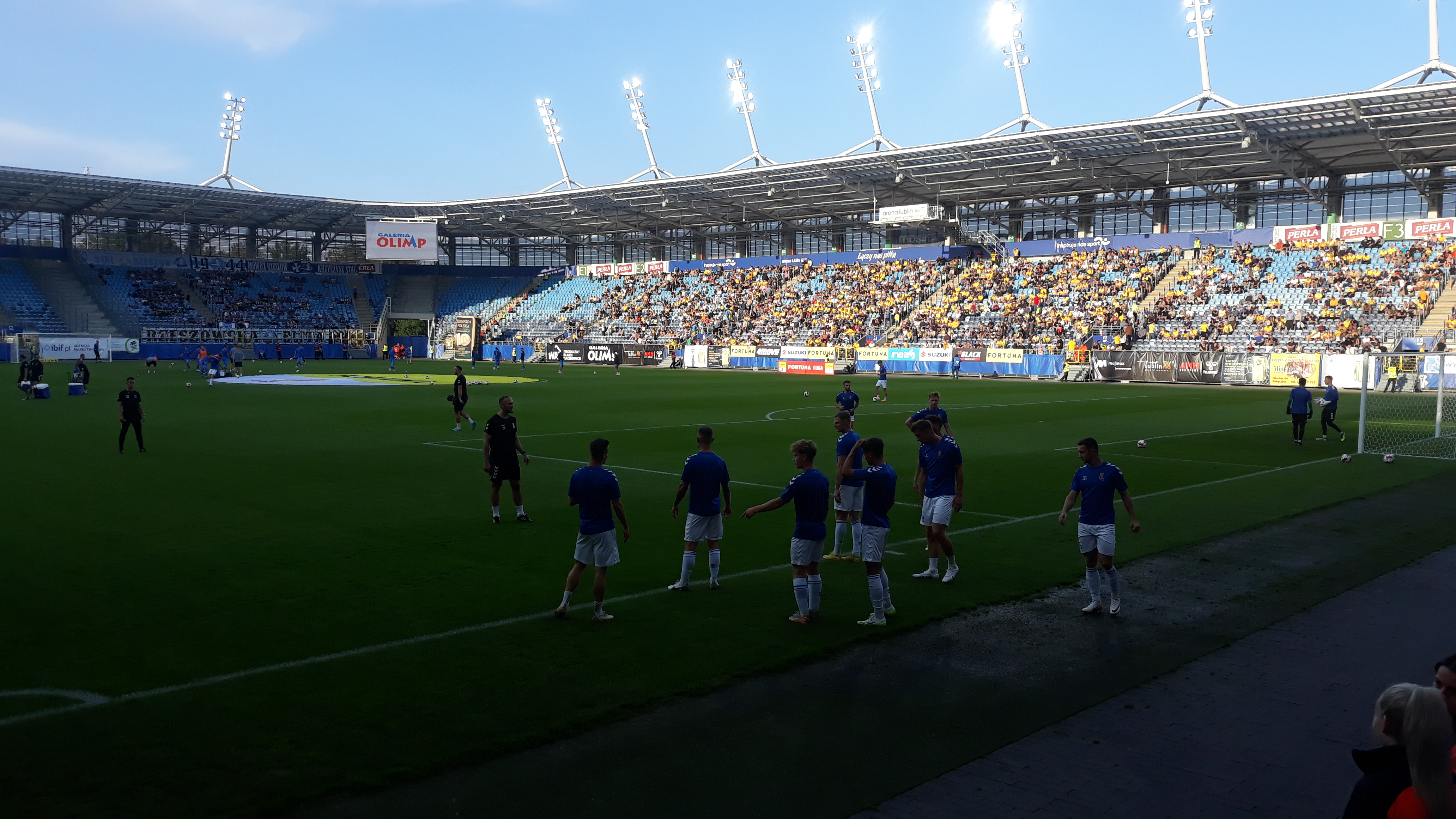
Rozgrzewka piłkarzy Motoru przed meczem ze Stalą Rzeszów

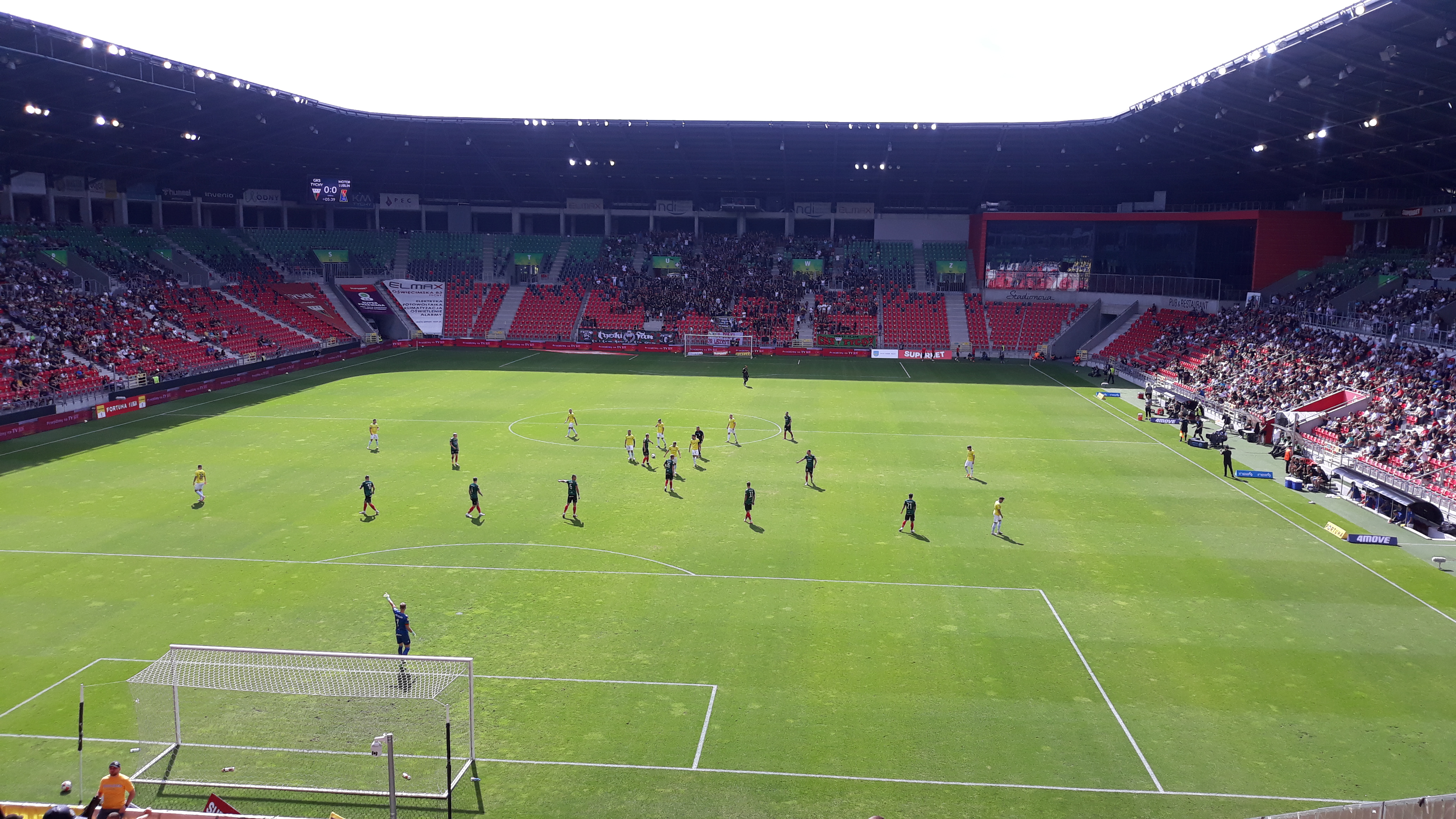
GKS Tychy – Motor

Na inaugurację rozgrywek o mistrzostwo I ligi Motor podejmował  Zagłębie Sosnowiec. Był to pierwszy mecz pomiędzy tymi drużynami od 1992, rozgrywany wówczas na najwyższym poziomie rozgrywkowym. W spotkaniu ze zdegradowanym już wtedy Zagłębiem Motor zwyciężył, mimo to nie uchroniło to lubelskiej drużyny przed spadkiem z ekstraklasy. Mecz pierwszej kolejki nowego sezonu rozegrany w piątkowy wieczór rozpoczął się do ataków Motoru. Sytuację do zdobycia bramki stworzył sobie między innymi Piotr Ceglarz, który trafił w słupek. Na prowadzenie wyszli jednak piłkarze Zagłębia. W 34. minucie po dośrodkowaniu z rzutu wolnego Ołeksyj Bykow strzałem głową zdobył bramkę dla gości. Wyrównanie padło w 74. minucie po wykorzystanym rzucie karnym przez Piotra Ceglarza. Kilka minut później Motor zdobył drugą bramkę po strzale Mariusza Rybickiego, a wyrównał w 87. minucie Sebastian Bonecki. Tuż przed końcem regulaminowego czasu gry prowadzący to spotkanie sędzia Paweł Malec podyktował rzut karny dla Motoru za zagranie ręką obrońcy Zagłębia. Po kilkuminutowej interwencji VAR podtrzymał swoją decyzję, a jedenastkę na zwycięską bramkę zamienił kapitan lubelskiego zespołu Rafał Król. W drugiej kolejce Motor pokonał na wyjeździe Lechię Gdańsk po bramce Bartosza Wolskiego w doliczonym czasie gry.
Na drugi domowy mecz Motoru do Lublina przyjechał zespół GKS-u Katowice. Na początku spotkania piłkarze GKS-u wypracowali sobie przewagę, którą potwierdzili zdobyciem bramki w 7. minucie. Jeszcze w pierwszej połowie goście stworzyli kilka dogodnych sytuacji, między innymi w 43. minucie, gdy strzał Sebastiana Bergiera, będącego w sytuacji sam na sam, wybronił Łukasz Budziłek. Po przerwie Motor dążył do wyrównania i 59. minucie strzałem sprzed pola karnego gola zdobył Michał Król. W 70. minucie prowadzący ten mecz sędzia Paweł Raczkowski podyktował rzut karny dla GKS-u, jednak uderzenie Jakuba Araka wybronił bramkarz Motoru. W końcowym fragmencie gry Motor mógł zdobyć zwycięską bramkę, jednak wynik nie uległ już zmianie. W czwartej kolejce Motor grał z aspirującym do awansu Bruk-Betem Termalica Nieciecza. Był to pierwszy w historii mecz o ligowe punkty pomiędzy obydwiema drużynami. Lubelski zespół zwyciężył 2:0 po bramkach Bartosza Wolskiego i Kacpra Śpiewaka, który przez poprzednie trzy sezony był zawodnikiem klubu z Niecieczy.
19 sierpnia po trzynastu latach doszło do meczu derbowego pomiędzy Motorem a Górnikiem Łęczna. Poprzednie spotkanie miało miejsce w maju 2010 na stadionie przy alejach Zygmuntowskich, a zwycięsko z tej rywalizacji wyszli piłkarze Górnika. W pierwszym meczu derbowym sezonu 2023/2024, w obecności niespełna 14 tysięcy widzów (w tym 1750 z Łęcznej), zwyciężył Górnik po bramce Egzona Kryeziu w 89. minucie. W meczu szóstej kolejki na stadionie przy ulicy Konwiktorskiej spotkały się zespoły dwóch beniaminków. Jedyną bramkę w tym spotkaniu strzelił Bartosz Wolski. W 96. minucie gospodarze mogli doprowadzić do wyrównania, ale strzał Pawła Tomczyka z około osiemnastu metrów sparował na poprzeczkę Łukasz Budziłek. W 81. minucie na boisko wszedł Damian Sędzikowski, dla którego był to pierwszy występ po rocznej przerwie, spowodowanej kontuzją kolana.
W siódmej kolejce czwarty w tabeli Motor podejmował szesnastą drużynę rozgrywek pierwszoligowych – Stal Rzeszów, która w poprzednim swoim meczu odniosła pierwsze zwycięstwo w sezonie 2023/2024. Wynik spotkania na Arenie Lublin otworzył w 17. minucie Bartosz Wolski z podania Michała Króla, a wyrównał w 34. minucie Manolo. W 63. minucie ponownie na prowadzenie wyszedł Motor po bramce Piotra Ceglarza. W 76. minucie Stal po raz kolejny doprowadziła do wyrównania, a gola z około trzydziestu metrów zdobył Krzysztof Danielewicz. W szóstej minucie doliczonego czasu gry zwycięską bramkę dla lubelskiego zespołu zdobył Michał Król. Dzięki tej wygranej Motor awansował na pozycję wicelidera. Po pięciu porażkach z rzędu Motor pokonał na wyjeździe Chrobrego Głogów po bramce Mariusza Rybickiego.
W niedzielę, 27 października, do Lublina przyjechał lider Odra Opole. Będąca na czele tabeli Odra w poprzednich dwunastu spotkaniach wygrała ośmiokrotnie, zanotowała trzy remisy i jedną porażkę. Mecz zakończył się zwycięstwem Motoru 2:0, a obie bramki padły w drugiej połowie. W 16. minucie z powodu kontuzji boisko opuścił kapitan lubelskiego zespołu Rafał Król. W następnej kolejce siódmy w tabeli Motor podejmował dziesiąty zespół I ligi Wisłę Płock. Na prowadzenie w 2. minucie wyszli gospodarze. Po długim podaniu Krystiana Palacza z lewej strony boiska na strzał zdecydował się Piotr Ceglarz, który przelobował bramkarza Wisły Bartłomieja Gradeckiego. W 17. minucie wyrównał z rzutu karnego Łukasz Sekulski. W doliczonym czasie gry pierwszej połowy drugą żółtą i w konsekwencji czerwoną kartkę otrzymał obrońca Motoru Sebastian Rudol. Pomimo gry w osłabieniu Motor objął prowadzenie w 63. minucie po bramce Przemysława Szarka, z podania Ceglarza. W 90. minucie gola dla Wisły zdobył Krzysztof Janus i ostatecznie mecz zakończył się podziałem punktów. Pięć dni później, w piątkowy wieczór doszło do starcia dwóch beniaminków, a zwycięsko z tej rywalizacji wyszli piłkarze Znicza Pruszków, dzięki bramce w 94. minucie.
Kolejnym rywalem lubelskiego zespołu była będąca wówczas w strefie spadkowej (16. miejsce) Resovia. Wynik meczu na Arenie Lublin otworzyli goście, po golu w 7. minucie Adriana Łyszczarza. Wynik w 16. minucie mógł podwyższyć Kelechukwu Ibe-Torti, jednak przegrał pojedynek sam-na-sam z bramkarzem Motoru Kacprem Rosą. W 26. minucie po podaniu Mariusza Rybickiego strzałem z piętnastu metrów wyrównał Piotr Ceglarz. Jeszcze przed przerwą lubelski zespół wyszedł na prowadzenie. Po dośrodkowaniu z rzutu rożnego bramkę zdobył Sebastian Rudol. W 63. minucie Resovia doprowadziła do wyrównania za sprawą Nigeryjczyka Ibe-Tortiego. W 71. minucie faulowany w polu karnym był Rybicki i prowadzący to spotkanie arbiter podyktował jedenastkę, którą skutecznie wykonał Ceglarz. Mecz siedemnastej kolejki I ligi pomiędzy Podbeskidziem Bielsko Biała a Motorem został odwołany z powodu złego stanu boiska. W pierwszym meczu rundy rewanżowej Motor pokonał na wyjeździe Zagłębie Sosnowiec 4:0, grając od 18. minuty w przewadze jednego zawodnika. W dziewiętnastej kolejce Motor pokonał Lechię Gdańsk i przed przerwą zimową uplasował się na trzeciej pozycji w ligowej tabeli ze stratą dwóch punktów do lidera – Arki Gdynia. W 2023 roku Motor był najlepiej punktującym zespołem, biorąc pod uwagę trzy najwyższe ligi szczebla centralnego. Bilans jaki uzyskał, nie wliczając meczów barażowych, to dwadzieścia zwycięstw, pięć remisów i osiem porażek, a średnia punktu na mecz wyniosła 1,97.

### Zimowy okres przygotowawczy
Pierwszym zawodnikiem, który opuścił zespół w przerwie zimowej został Bartosz Zbiciak. Wychowanek lubelskiego klubu dołączył do II-ligowej Olimpii Grudziądz. Pierwszy trening zaplanowano na 8 stycznia. Do Motoru przybyli Paweł Stolarski (poprz. Pogoń Szczecin), Kamil Kruk (poprz. Zagłębie Lubin), Mbaye Jacques Ndiaye oraz Samuel Mráz. Do KKS-u Kalisz odszedł Jakub Staszak, do Chełmianki Chełm zaś Marcel Złomańczuk. Do Polonii Bytom wypożyczony został do końca sezonu Patryk Romanowski. Na ten sam okres wypożyczono do Wisły Puławy Mikołaja Kosiora.
| Data                                | Przeciwnik            | D/W | Miejsce   | Wynik M/P | Strzelcy                                                         | Źródło |  |
| ----------------------------------- | --------------------- | --- | --------- | --------- | ---------------------------------------------------------------- | ------ |  |
|                                     |                       |     |           |           |                                                                  |        |  |
| MECZE SPARINGOWE W PRZERWIE ZIMOWEJ |                       |     |           |           |                                                                  |        |  |
|                                     |                       |     |           |           |                                                                  |        |  |
| 17 stycznia 2024                    | Jagiellonia Białystok | W   | Białystok | 0:0       |                                                                  | [ 50 ] |  |
| 20 stycznia 2024                    | Stal Rzeszów          | D   | Lublin    | 2:0       | Żebrakowski 21', 32'                                             | [ 51 ] |  |
| 20 stycznia 2024                    | Znicz Pruszków        | D   | Lublin    | 2:1       | Ceglarz 18' (k), Śpiewak 79'                                     | [ 51 ] |  |
| 27 stycznia 2024                    | Resovia               | D   | Lublin    | 0:0       |                                                                  | [ 52 ] |  |
| 27 stycznia 2024                    | Wisła Puławy          | D   | Lublin    | 5:1       | Żebrakowski 55', Szarek 68', Magnuszewski 71', Kamiński 80', 85' | [ 52 ] |  |
| 2 lutego 2024                       | Radomiak Radom        | W   | Radom     | 1:2       | Kamiński 18'                                                     | [ 53 ] |  |
| 2 lutego 2024                       | Stal Stalowa Wola     | D   | Lublin    | 2:0       | Żebrakowski 3', R. Król 34' (k)                                  | [ 54 ] |  |
| 10 lutego 2024                      | Polonia Warszawa      | D   | Lublin    | 3:2       | Kruk 49', 51', Rudol 82'                                         | [ 55 ] |  |
| 10 lutego 2024                      | Polonia Warszawa      | D   | Lublin    | 1:0       | Wojtkowski 84'                                                   | [ 55 ] |  |

### Runda wiosenna
Pierwszy mecz ligowy w 2024 roku Motor rozegrał na wyjeździe w Katowicach, gdzie przegrał GKS-em 0:2. Następnie lubelski zespół odniósł dwa zwycięstwa z rzędu: z Bruk-Bet Termalica Nieciecza na Arenie Lublin po bramce Dariusza Kamińskiego w ostatniej minucie spotkania oraz w zaległym wyjazdowym meczu z Podbeskidziem Bielsko-Biała. 3 marca rozegrane zostały derby Lubelszczyzny pomiędzy Górnikiem Łęczna a Motorem. Ostatni taki pojedynek w Łęcznej miał miejsce w sezonie 2009/2010. Mecz zakończył się wynikiem 1:1, a bramki zdobyli Bartosz Wolski dla Motoru w 32. minucie, wyrównał w 58. minucie Kacper Łukasiak. Taki sam rezultat Motor uzyskał w następnej kolejce w spotkaniu z Polonią Warszawa. Po wyjazdowej porażce ze Stalą Rzeszów z funkcji trenera pierwszego zespołu zrezygnował Gonçalo Feio. Zastąpił go jego dotychczasowy asystent Mateusz Stolarski, który po raz pierwszy poprowadził Motor 1 kwietnia w meczu z GKS-em Tychy.
7 kwietnia Motor rozegrał wyjazdowy mecz z Wisłą Kraków. Od 7. minuty gospodarze grali w osłabieniu po czerwonej kartce Bartosza Jarocha za faul na Kacprze Wełniaku. W 16. minucie Motor objął prowadzenie po bramce Samuela Mráza z dośrodkowania Michała Króla. Dziesięć minut później wyrównał Joan Román. W drugiej połowie bramki strzelali już tylko piłkarze Motoru – w 49. minucie Piotr Ceglarz i w 58. minucie Mráz. Było to pierwsze wyjazdowe zwycięstwo Motoru nad Wisłą od 1985 roku. W piątkowy wieczór, 12 kwietnia, Motor podejmował niepokonaną w 2024 roku Arkę Gdynia. Wynik meczu otworzył w 7. minucie Bartosz Wolski z podania Marcela Gąsiora. W 15. minucie goście doprowadzili do wyrównania za sprawą Karola Czubaka. Jeszcze w pierwszej połowie Motor ponownie objął prowadzenie. W 30. minucie faulowany w polu karnym był Michał Król i prowadzący to spotkanie Daniel Stefański odgwizdał rzut karny, którego na bramkę zamienił Piotr Ceglarz. W 62. minucie Hubert Adamczyk strzałem z 25 metrów zdobył bramkę dla Arki i ostatecznie mecz zakończył się podziałem punktów.
W dwóch następnych kolejkach Motor odniósł porażkę (z Miedzią Legnica 0:2) i remis (z Chrobrym Głogów 1:1). W poniedziałek 29 kwietnia Motor pokonał na wyjeździe Odrę Opole i powrócił do strefy barażowej, jednak wypadł z niej po porażce w następnej kolejce w Płocku. W pierwszym meczu 32. kolejki Motor podejmował Znicz Pruszków. Goście prowadzili w tym spotkaniu 2:0, jednak tuż przed przerwą z rzutu karnego kontaktową bramkę z rzutu karnego zdobył Piotr Ceglarz. W 59. minucie wyrównał Mathieu Scalet. W 75. minucie ponownie na prowadzenie wyszedł Znicz za sprawą rezerwowego Daniela Stanclika, a wyrównującą bramkę strzałem z około 50 metrów zdobył Mbaye Jacques Ndiaye. W przedostatniej kolejce, mający przed tym spotkaniem w dorobku 50 punktów i zajmujący ósme miejsce w tabeli Motor, mierzył się z walczącą o utrzymanie Resovią. Po jedenastu minutach lubelski zespół prowadził już 2:0, po bramkach Arkadiusza Najemskiego i Samuela Mráza, niebawem jednak kontaktową bramkę dla Resovii zdobył Marcin Urynowicz. Wynik meczu ustalił jeszcze w pierwszej połowie Mráz i dzięki tej wygranej Motor powrócił do strefy barażowej. W ostatniej kolejce Motor pokonał zdegradowane już Podbeskidzie Bielsko-Biała i ostatecznie zajął 4. miejsce w tabeli.

### Baraże o udział w ekstraklasie

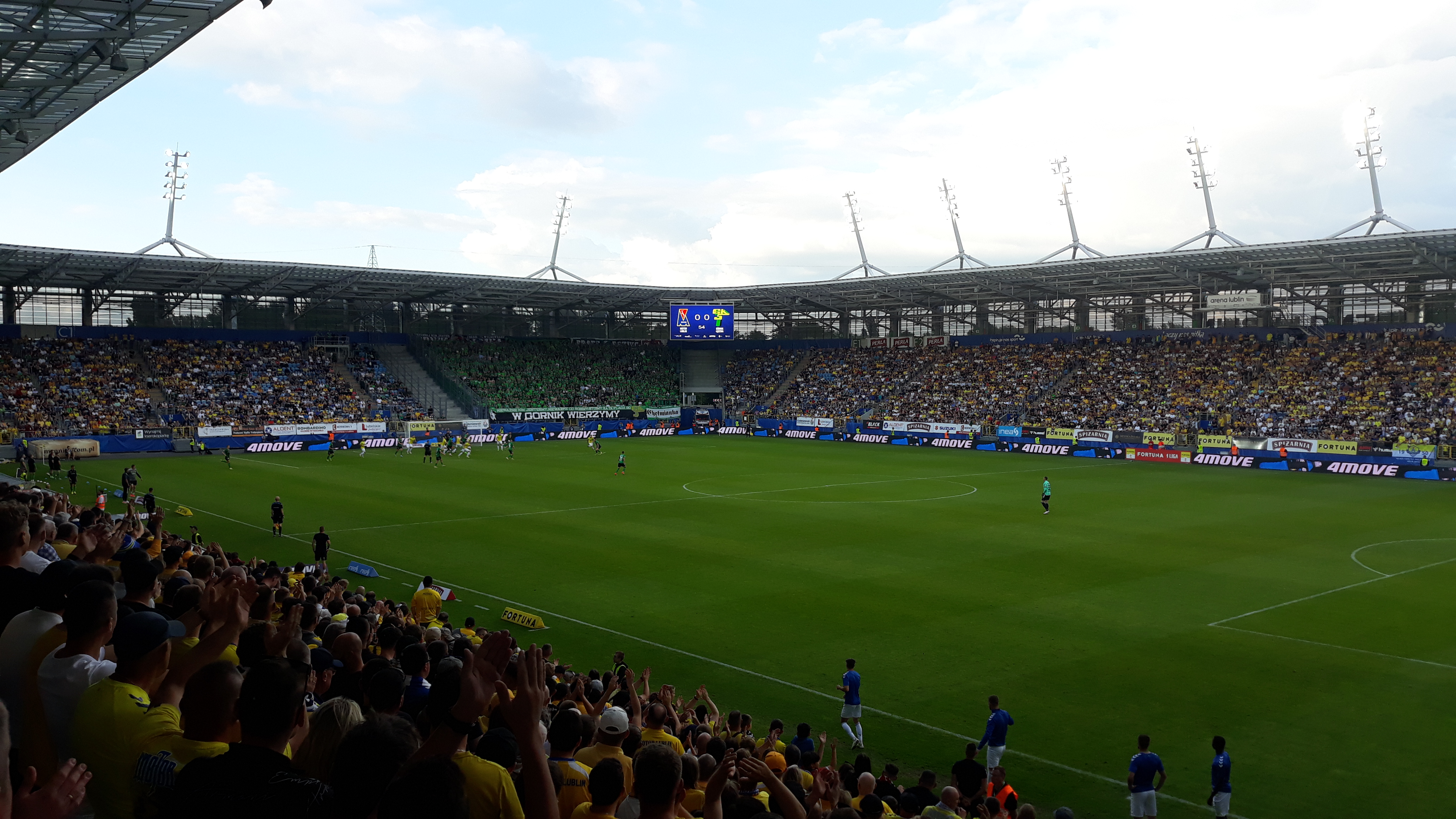
Półfinał baraży o ekstraklasę: Motor – Górnik Łęczna

W półfinale baraży o ekstraklasę Motor podejmował na Arenie Lublin Górnika Łęczna. Tuż przed przerwą faulowany w polu karnym był obrońca Motoru Filip Wójcik i prowadzący to spotkanie sędzia Jarosław Przybył podyktował rzut karny dla lubelskiego zespołu. Strzał Piotra Ceglarza został obroniony jednak przez Macieja Gostomskiego. W 70. minucie okazję do zdobycia bramki miał Samuel Mráz, ale piłka po jego strzale głową odbiła się od słupka. W regulaminowym czasie gry na tablicy widniał wynik 0:0. W dogrywce pomimo przewagi Motoru i dogodnych sytuacji do zdobycia zwycięskiego gola, między innymi po strzałach Mráza (słupek i obrona Gostomskiego), rezultat nie uległ zmianie. W serii rzutów karnych zwyciężył Motor 4:2 i awansował do finału baraży. Na meczu z Górnikiem zanotowany został rekord frekwencji na Arenie Lublin. Spotkanie obejrzało 15 110 widzów.  
Mecz finałowy rozegrany został w niedzielne popołudnie, 2 czerwca 2024 roku. Gospodarzem tego pojedynku był trzeci zespół sezonu – Arka Gdynia. Na sędziego głównego spotkania wyznaczono Szymona Marciniaka. W 13. minucie wynik meczu otworzyli piłkarze Arki. Po błędzie lubelskiej defensywy przy wyprowadzeniu piłki, bramkę zdobył Olaf Kobacki. W drugiej połowie Arka miała kilka dogodnych sytuacji na podwyższenie prowadzenia. W 58. minucie będący w sytuacji sam-na-sam Karol Czubak przegrał pojedynek z Kacprem Rosą, a w 66. minucie Sebastian Milewski, po minięciu bramkarza Motoru nieczysto trafił w piłkę. W 78. minucie Kobacki mógł zdobyć swoją drugą bramkę w tym meczu, jednak jego strzał wybronił Rosa. W 87. minucie Motor doprowadził do wyrównania, a bramkę zdobył z rzutu wolnego Bartosz Wolski. W trzeciej minucie doliczonego czasu gry zwycięskiego i decydującego o awansie do ekstraklasy gola zdobył Mbaye Jacques Ndiaye z podania Piotra Ceglarza.

## Czołówka tabeli
| Poz | Klub          | M  | Pkt | Bz | Bs |
| --- | ------------- | -- | --- | -- | -- |
| 1.  | Lechia Gdańsk | 34 | 68  | 60 | 34 |
| 2.  | GKS Katowice  | 34 | 62  | 68 | 35 |
| 3.  | Arka Gdynia   | 34 | 62  | 52 | 34 |
| 4.  | Motor Lublin  | 34 | 56  | 49 | 42 |
| 5.  | Górnik Łęczna | 34 | 55  | 35 | 29 |
| 6.  | Odra Opole    | 34 | 53  | 42 | 32 |

## Mecze ligowe w sezonie 2023/2024
| Data                                     | Przeciwnik                   | D/W | Miejsce                    | Wynik M/P                            | Strzelcy                                              | Widzów                               | Źródło                  | TV |
| ---------------------------------------- | ---------------------------- | --- | -------------------------- | ------------------------------------ | ----------------------------------------------------- | ------------------------------------ | ----------------------- | -- |
|                                          |                              |     |                            |                                      |                                                       |                                      |                         |    |
| RUNDA JESIENNA                           |                              |     |                            |                                      |                                                       |                                      |                         |    |
|                                          |                              |     |                            |                                      |                                                       |                                      |                         |    |
| 21 lipca 2023                            | Zagłębie Sosnowiec           | D   | Arena Lublin               | 3:2                                  | Ceglarz 73' (k), Rybicki 78', R. Król 90+3' (k)       | 9476                                 | [ 79 ]                  |    |
| 28 lipca 2023                            | Lechia Gdańsk                | W   | Stadion Lechii             | 1:0                                  | Wolski 90+2'                                          | 7998                                 | [ 80 ]                  |    |
| 6 sierpnia 2023                          | GKS Katowice                 | D   | Arena Lublin               | 1:1                                  | M. Król 58'                                           | 8973                                 | [ 81 ]                  |    |
| 13 sierpnia 2023                         | Bruk-Bet Termalica Nieciecza | W   | Stadion Bruk-Bet Termaliki | 2:0                                  | Wolski 49', Śpiewak 77' (k)                           | 2450                                 | [ 82 ]                  |    |
| 19 sierpnia 2023                         | Górnik Łęczna                | D   | Arena Lublin               | 0:1                                  |                                                       | 13 994                               | [ 83 ]                  |    |
| 26 sierpnia 2023                         | Polonia Warszawa             | W   | Stadion Polonii            | 1:0                                  | Wolski 77'                                            | 2735                                 | [ 84 ]                  |    |
| 3 września 2023                          | Stal Rzeszów                 | D   | Arena Lublin               | 3:2                                  | Wolski 17', Ceglarz 64', M. Król 90+6'                | 9684                                 | [ 85 ]                  |    |
| 17 września 2023                         | GKS Tychy                    | W   | Stadion GKS-u              | 0:2                                  |                                                       | 5755                                 | [ 86 ] [ 87 ]           |    |
| 23 września 2023                         | Wisła Kraków                 | D   | Arena Lublin               | 1:4                                  | Najemski 74'                                          | 11 827                               | [ 88 ]                  |    |
| 29 września 2023                         | Arka Gdynia                  | W   | Stadion Arki               | 0:2                                  |                                                       | 523                                  | [ 89 ] [ 90 ]           |    |
| 8 października 2023                      | Miedź Legnica                | D   | Arena Lublin               | 1:3                                  | Hoogenhout 74' (sam)                                  | 5115                                 | [ 91 ]                  |    |
| 20 października 2023                     | Chrobry Głogów               | W   | Stadion Chrobrego          | 1:0                                  | Rybicki 20'                                           | 940                                  | [ 92 ] [ 93 ]           |    |
| 29 października 2023                     | Odra Opole                   | D   | Arena Lublin               | 2:0                                  | Najemski 67', Wełniak 90+4'                           | 5282                                 | [ 94 ]                  |    |
| 5 listopada 2023                         | Wisła Płock                  | D   | Arena Lublin               | 2:2                                  | Ceglarz 2', Szarek 63'                                | 5934                                 | [ 95 ]                  |    |
| 10 listopada 2023                        | Znicz Pruszków               | W   | Stadion Znicza             | 0:1                                  |                                                       | 648                                  | [ 96 ] [ 97 ]           |    |
| 25 listopada 2023                        | Resovia                      | D   | Arena Lublin               | 3:2                                  | Ceglarz 26', 72' (k), Rudol 41'                       | 3932                                 | [ 98 ]                  |    |
| 3 grudnia 2023                           | Podbeskidzie Bielsko-Biała   | W   | Stadion Podbeskidzia       | Odwołany z powodu złego stanu boiska | Odwołany z powodu złego stanu boiska                  | Odwołany z powodu złego stanu boiska | [ b ] [ 99 ]            |    |
|                                          |                              |     |                            |                                      |                                                       |                                      |                         |    |
| MECZE RUNDY REWANŻOWEJ ROZEGRANE AWANSEM |                              |     |                            |                                      |                                                       |                                      |                         |    |
|                                          |                              |     |                            |                                      |                                                       |                                      |                         |    |
| 8 grudnia 2023                           | Zagłębie Sosnowiec           | W   | Stadion Zagłębia           | 4:0                                  | Ceglarz 11' (k), Śpiewak 49', Scalet 63', Rudol 90+2' | 2170                                 | [ 100 ] [ 101 ]         |    |
| 16 grudnia 2023                          | Lechia Gdańsk                | D   | Arena Lublin               | 1:0                                  | M. Król 68'                                           | 5484                                 | [ 102 ]                 |    |
|                                          |                              |     |                            |                                      |                                                       |                                      |                         |    |
| RUNDA WIOSENNA                           |                              |     |                            |                                      |                                                       |                                      |                         |    |
|                                          |                              |     |                            |                                      |                                                       |                                      |                         |    |
| 19 lutego 2024                           | GKS Katowice                 | W   | Stadion GKS-u              | 0:2                                  |                                                       | 2568                                 | [ 103 ] [ 104 ]         |    |
| 24 lutego 2024                           | Bruk-Bet Termalica Nieciecza | D   | Arena Lublin               | 1:0                                  | Kamiński 90'                                          | 5629                                 | [ 105 ]                 |    |
| 28 lutego 2024                           | Podbeskidzie Bielsko-Biała   | W   | Stadion Podbeskidzia       | 2:1                                  | Wolski 37', Palacz 42'                                | 2409                                 | [ 106 ] [ 107 ] [ 108 ] |    |
| 3 marca 2024                             | Górnik Łęczna                | W   | Stadion Górnika            | 1:1                                  | Wolski 32'                                            | 6984                                 | [ 109 ] [ 110 ]         |    |
| 9 marca 2024                             | Polonia Warszawa             | D   | Arena Lublin               | 1:1                                  | Mráz 23'                                              | 6871                                 | [ 111 ]                 |    |
| 16 marca 2024                            | Stal Rzeszów                 | W   | Stadion Stali              | 1:2                                  | Ceglarz 66' (k)                                       | 3895                                 | [ 112 ] [ 113 ]         |    |
| 1 kwietnia 2024                          | GKS Tychy                    | D   | Arena Lublin               | 1:1                                  | Rudol 32'                                             | 5989                                 | [ 114 ]                 |    |
| 7 kwietnia 2024                          | Wisła Kraków                 | W   | Stadion Wisły              | 3:1                                  | Mráz 16', 58' Ceglarz 49'                             | 21 029                               | [ 115 ]                 |    |
| 12 kwietnia 2024                         | Arka Gdynia                  | D   | Arena Lublin               | 2:2                                  | Wolski 7' Ceglarz 31' (k)                             | 11 667                               | [ 116 ]                 |    |
| 21 kwietnia 2024                         | Miedź Legnica                | W   | Stadion Miedzi             | 0:2                                  |                                                       | 3347                                 | [ 117 ] [ 118 ]         |    |
| 25 kwietnia 2024                         | Chrobry Głogów               | D   | Arena Lublin               | 1:1                                  | Mráz 3'                                               | 4653                                 | [ 119 ]                 |    |
| 29 kwietnia 2024                         | Odra Opole                   | W   | Stadion Odry               | 2:0                                  | Ceglarz 26' (k), Wojtkowski 27'                       | 2865                                 | [ 120 ] [ 121 ]         |    |
| 5 maja 2024                              | Wisła Płock                  | W   | Stadion Wisły              | 0:1                                  |                                                       | 7017                                 | [ 122 ] [ 123 ]         |    |
| 10 maja 2024                             | Znicz Pruszków               | D   | Arena Lublin               | 3:3                                  | Ceglarz 45' (k), Scalet 59', N’Diaye 85'              | 5251                                 | [ 124 ]                 |    |
| 17 maja 2024                             | Resovia                      | W   | Stadion Stali              | 3:1                                  | Najemski 5', Mráz 11', 39'                            | 2005                                 | [ 125 ] [ 126 ]         |    |
| 26 maja 2024                             | Podbeskidzie Bielsko-Biała   | D   | Arena Lublin               | 2:1                                  | Liszka 16' (sam), R. Król 36'                         | 9872                                 | [ 127 ]                 |    |
|                                          |                              |     |                            |                                      |                                                       |                                      |                         |    |
| MECZE BARAŻOWE O UDZIAŁ W EKSTRAKLASIE   |                              |     |                            |                                      |                                                       |                                      |                         |    |
|                                          |                              |     |                            |                                      |                                                       |                                      |                         |    |
| 30 maja 2024                             | Górnik Łęczna                | D   | Arena Lublin               | 0:0 k. 4:2                           |                                                       | 15 110                               | [ 128 ]                 |    |
| 2 czerwca 2024                           | Arka Gdynia                  | W   | Stadion Arki               | 2:1                                  | Wolski 87', Ndiaye 90+3'                              | 12 741                               | [ 129 ]                 |    |

## Kadra
| Numer      | Zawodnik             | Data ur.   | Występy        | Bramki         |                |                | Występy                         | Bramki                          |                                 |                                 | Występy   | Bramki    | Poprzedni klub               |
| Numer      | Zawodnik             | Data ur.   | RUNDA JESIENNA | RUNDA JESIENNA | RUNDA JESIENNA | RUNDA JESIENNA | RUNDA WIOSENNA                  | RUNDA WIOSENNA                  | RUNDA WIOSENNA                  | RUNDA WIOSENNA                  | SEZON     | SEZON     | Poprzedni klub               |
| Bramkarze  | Bramkarze            | Bramkarze  | Bramkarze      | Bramkarze      | Bramkarze      | Bramkarze      | Bramkarze                       | Bramkarze                       | Bramkarze                       | Bramkarze                       | Bramkarze | Bramkarze | Bramkarze                    |
| ---------- | -------------------- | ---------- | -------------- | -------------- | -------------- | -------------- | ------------------------------- | ------------------------------- | ------------------------------- | ------------------------------- | --------- | --------- | ---------------------------- |
| 1          | Kacper Rosa          | 13.08.1994 | 2              |                |                |                | 18                              |                                 |                                 |                                 | 20        |           | Stilon Gorzów Wielkopolski   |
| 53         | Łukasz Budziłek      | 19.03.1991 | 14             |                | 2              |                | 2                               |                                 |                                 |                                 | 16        |           | Bruk-Bet Termalica Nieciecza |
| Obrońcy    |                      |            |                |                |                |                |                                 |                                 |                                 |                                 |           |           |                              |
| 4          | Przemysław Szarek    | 22.04.1996 | 9 (2)          | 1              | 4              |                | 1 (1)                           |                                 |                                 |                                 | 10 (3)    | 1         | Korona Kielce                |
| 5          | Konrad Magnuszewski  | 3.01.2005  | 1              |                | 1              |                | 0 (1)                           |                                 |                                 |                                 | 1 (1)     |           | Pogoń II Szczecin            |
| 8          | Patryk Romanowski    | 22.02.2004 | 0 (1)          |                |                |                | Na wypożyczeniu w Polonii Bytom | Na wypożyczeniu w Polonii Bytom | Na wypożyczeniu w Polonii Bytom | Na wypożyczeniu w Polonii Bytom | 0 (1)     |           | Legia II Warszawa            |
| 15         | Jakub Staszak        | 14.09.2002 | 1 (3)          |                |                |                | —                               | —                               | —                               | —                               | 1 (3)     |           | KKS 1925 Kalisz              |
| 17         | Filip Wójcik         | 11.04.1997 | 14 (1)         |                | 3              |                | 8 (6)                           |                                 | 3                               |                                 | 22 (7)    |           | Stal Stalowa Wola            |
| 18         | Arkadiusz Najemski   | 12.01.1996 | 12             | 2              | 4              | 1              | 17                              | 1                               | 4                               |                                 | 29        | 3         | GKS Bełchatów                |
| 21         | Sebastian Rudol      | 21.02.1995 | 8 (4)          | 1              | 5              | 1              | 8 (8)                           | 2                               | 4                               |                                 | 16 (12)   | 3         | Sandecja Nowy Sącz           |
| 24         | Filip Luberecki      | 25.04.2005 | 10 (5)         |                |                |                | 6 (6)                           |                                 | 4                               | 1                               | 16 (11)   |           | Escola Varsovia              |
| 25         | Bartosz Zbiciak      | 17.01.2001 | 2 (2)          |                | 2              |                | —                               | —                               | —                               | —                               | 2 (2)     |           | Chełmianka Chełm             |
| 28         | Paweł Stolarski      | 28.01.1996 | —              | —              | —              | —              | 10 (5)                          |                                 | 3                               |                                 | 10 (5)    |           | Pogoń Szczecin               |
| 30         | Marcel Złomańczuk    | 9.02.2005  |                |                |                |                | —                               | —                               | —                               | —                               | 0         |           | wychowanek                   |
| 47         | Krystian Palacz      | 19.03.2003 | 6 (1)          |                | 2              |                | 14 (3)                          | 1                               | 3                               |                                 | 20 (4)    | 1         | Sandecja Nowy Sącz           |
| 73         | Jakub Lis            | 14.01.2002 | 7 (4)          |                |                |                | 4 (8)                           |                                 | 2                               |                                 | 11 (12)   |           | Pogoń Szczecin               |
| 74         | Kamil Kruk           | 13.03.2000 | —              | —              | —              | —              | 14 (1)                          |                                 | 2                               |                                 | 14 (1)    |           | Zagłębie Lubin               |
| Pomocnicy  |                      |            |                |                |                |                |                                 |                                 |                                 |                                 |           |           |                              |
| 6          | Piotr Kusiński       | 6.07.2001  | 0 (1)          |                |                |                |                                 |                                 |                                 |                                 | 0 (1)     |           | Świt Nowy Dwór Mazowiecki    |
| 7          | Mariusz Rybicki      | 13.03.1993 | 5 (8)          | 2              |                |                | 3 (9)                           |                                 | 1                               |                                 | 8 (17)    | 2         | Wigry Suwałki                |
| 10         | Rafał Król           | 16.01.1989 | 6 (3)          | 1              | 3              |                | 1 (4)                           | 1                               | 1                               |                                 | 7 (7)     | 2         | Stal Kraśnik                 |
| 11         | Dariusz Kamiński     | 25.11.1998 | 0 (6)          |                |                |                | 2 (4)                           | 1                               |                                 |                                 | 2 (10)    | 1         | GKS Jastrzębie               |
| 13         | Mikołaj Kosior       | 26.11.2003 | 0 (1)          |                |                |                | Na wypożyczeniu w Wiśle Puławy  | Na wypożyczeniu w Wiśle Puławy  | Na wypożyczeniu w Wiśle Puławy  | Na wypożyczeniu w Wiśle Puławy  | 0 (1)     |           | Motor II Lublin              |
| 20         | Damian Sędzikowski   | 1.01.2001  | 2 (4)          |                |                |                | 0 (1)                           |                                 |                                 |                                 | 2 (5)     |           | Escola Varsovia              |
| 22         | Kamil Wojtkowski     | 26.02.1998 | 9 (2)          |                | 2              | 1              | 7 (5)                           | 1                               | 3                               |                                 | 16 (7)    | 1         | Ethnikos Achna               |
| 26         | Michał Król          | 14.03.2000 | 14 (2)         | 2              | 4              |                | 19                              | 1                               | 3                               |                                 | 33 (2)    | 3         | Górnik Łęczna                |
| 37         | Mathieu Scalet       | 1.04.1997  | 4 (4)          |                | 3              |                | 14 (4)                          | 2                               | 2                               |                                 | 18 (8)    | 2         | Podbeskidzie Bielsko-Biała   |
| 55         | Marcel Gąsior        | 20.11.1993 | 6 (4)          |                | 1              |                | 4 (11)                          |                                 | 2                               |                                 | 10 (15)   |           | Korona Kielce                |
| 68         | Bartosz Wolski       | 12.05.1997 | 12 (1)         | 4              |                | 1              | 20                              | 4                               | 1                               |                                 | 32 (1)    | 8         | Stal Rzeszów                 |
| 77         | Piotr Ceglarz        | 29.06.1992 | 15 (1)         | 6              |                |                | 20                              | 6                               | 2                               |                                 | 35 (1)    | 12        | Stal Rzeszów                 |
| Napastnicy |                      |            |                |                |                |                |                                 |                                 |                                 |                                 |           |           |                              |
| 9          | Michał Żebrakowski   | 7.01.1997  | 3 (2)          |                |                |                | 0 (4)                           |                                 |                                 |                                 | 3 (6)     |           | Wigry Suwałki                |
| 19         | Kacper Wełniak       | 21.05.2000 | 8 (6)          | 1              | 2              |                | 4 (6)                           |                                 |                                 |                                 | 12 (12)   | 1         | Podbeskidzie Bielsko-Biała   |
| 27         | Dawid Kasprzyk       | 8.01.2000  | 0 (2)          |                |                |                | 0 (1)                           |                                 |                                 |                                 | 0 (3)     |           | Sokół Ostróda                |
| 30         | Mbaye Jacques Ndiaye | 10.10.2003 | —              | —              | —              | —              | 5 (5)                           | 2                               | 1                               |                                 | 5 (5)     | 2         | Teungueth FC                 |
| 90         | Samuel Mráz          | 13.05.1997 | —              | —              | —              | —              | 13 (2)                          | 6                               | 2                               |                                 | 13 (2)    | 6         | Wolos NPS                    |
| 99         | Kacper Śpiewak       | 30.05.2000 | 6 (6)          | 1              | 2              |                | 6 (3)                           | 1                               | 2                               |                                 | 12 (9)    | 2         | Bruk-Bet Termalica Nieciecza |

## Puchar Polski na szczeblu centralnym
| Data             | Runda   | Przeciwnik          | D/W | Miejsce      | Wynik M/P | Strzelcy    | Widzów | Źródło          | TV |
| ---------------- | ------- | ------------------- | --- | ------------ | --------- | ----------- | ------ | --------------- | -- |
| 9 sierpnia 2023  | wstępna | Lech II Poznań      | D   | Arena Lublin | 1:0       | M. Król 77' | 3006   | [ 130 ] [ 131 ] |    |
| 27 września 2023 | I       | Puszcza Niepołomice | D   | Arena Lublin | 0:1       |             | 2395   | [ 132 ]         |    |

### Kadra na mecze o Puchar Polski
| Numer | Zawodnik            | Pozycja | Występy | Bramki |   |  |
| ----- | ------------------- | ------- | ------- | ------ | - |  |
| 1     | Kacper Rosa         | BR      | 2       |        |   |  |
| 4     | Przemysław Szarek   | OB      | 1       |        | 1 |  |
| 5     | Konrad Magnuszewski | OB      | 0 (1)   |        |   |  |
| 7     | Mariusz Rybicki     | PO      | 1       |        |   |  |
| 8     | Patryk Romanowski   | OB      | 0 (1)   |        | 1 |  |
| 10    | Rafał Król          | PO      | 2       |        |   |  |
| 11    | Dariusz Kamiński    | PO      | 1       |        | 1 |  |
| 13    | Mikołaj Kosior      | PO      | 1       |        |   |  |
| 15    | Jakub Staszak       | OB      | 1       |        |   |  |
| 17    | Filip Wójcik        | OB      | 0 (2)   |        |   |  |
| 18    | Arkadiusz Najemski  | OB      | 2       |        |   |  |
| 19    | Kacper Wełniak      | NA      | 2       |        |   |  |

| Numer | Zawodnik         | Pozycja | Występy | Bramki |   |  |
| ----- | ---------------- | ------- | ------- | ------ | - |  |
| 22    | Kamil Wojtkowski | PO      | 1       |        |   |  |
| 25    | Bartosz Zbiciak  | OB      | 1       |        |   |  |
| 26    | Michał Król      | PO      | 1       | 1      | 1 |  |
| 27    | Dawid Kasprzyk   | NA      | 0 (1)   |        |   |  |
| 37    | Mathieu Scalet   | PO      | 0 (1)   |        |   |  |
| 47    | Krystian Palacz  | OB      | 2       |        | 1 |  |
| 55    | Marcel Gąsior    | PO      | 1       |        |   |  |
| 68    | Bartosz Wolski   | PO      | 1 (1)   |        |   |  |
| 73    | Jakub Lis        | OB      | 2       |        |   |  |
| 77    | Piotr Ceglarz    | PO      | 0 (2)   |        |   |  |
| 99    | Kacper Śpiewak   | NA      | 0 (2)   |        |   |  |